# Pierre Yver
Ne doit pas être confondu avec Pierre Yver (homme politique).
Pour les articles homonymes, voir Yver.
Pierre Yver, né le 23 juillet 1947 à Saint-Lô (Manche), est un pilote automobile français.
Il est un des rares pilotes à avoir plus de vingt participations aux 24 Heures du Mans.

## Biographie
Sa carrière de pilote commence dans les années 1970. Il débute à l'école de pilotage du Mans en 1972 dont il remporte le Volant Shell puis court les trois années qui suivent sur les circuits européens. Ensuite, par manque de moyens financiers, il arrête la compétition.
Quelques années plus tard, il reprend le chemin des courses avec les 24 Heures du Mans, au volant d'une Lola T296 du Team Pronuptia aux côtés de Michel Elkoubi et de Philippe Streiff. Au début des années 1980, c'est sous le sponsor Primagaz qu'il pilote au Mans notamment au volant d'une Rondeau de 1982 à 1985. Puis il intègre en 1986, l'équipe Kremer Racing au volant d'une Porsche 956. En 1987, il réalise la meilleure performance de toute sa carrière sur l'épreuve mancelle en terminant deuxième sur la Porsche 962C de l'équipe Primagaz Compétition avec ses coéquipiers Jürgen Lässig et Bernard de Dryver.
L'année suivante, il s'engagera dans plusieurs autres compétitions comme le Paris-Dakar, le Supertourisme ou encore la Carrera Cup. Aux 24 Heures, il continue de concourir en sport-prototypes jusqu'en 1994, année où il change pour la catégorie GT.
Il totalise 22 participations aux 24 Heures du Mans.

## Palmarès aux 24 Heures du Mans
| Année | Équipe                                       | Voiture                 | Coéquipier                | Coéquipier                     | Résultat   |
| ----- | -------------------------------------------- | ----------------------- | ------------------------- | ------------------------------ | ---------- |
| 1978  | Team Pronuptia                               | Lola T296               | Michel Elkoubi            | Philippe Streiff               | Non classé |
| 1979  | Lambretta S.A.F.D.                           | Lola T298               | Max Cohen-Olivar          | Michel Elkoubi                 | 21e        |
| 1980  | Michel Elkoubi / Primagaz                    | Lola T298               | Patrick Perrier           |                                | Abandon    |
| 1981  | Compagnie Primagaz                           | Lola T298               | Michel Dubois             | Jacques Heuclin                | Non classé |
| 1982  | Primagaz                                     | Rondeau M379            | Bruno Sotty               | Lucien Guitteny                | 10e        |
| 1983  | Primagaz                                     | Rondeau M382            | Lucien Guitteny           | Bernard de Dryver              | Abandon    |
| 1984  | Primagaz                                     | Rondeau M382            | Bernard de Dryver         | Pierre-François Rousselot (de) | Abandon    |
| 1985  | Primagaz                                     | Rondeau M382            | Pierre-François Rousselot | François Sérvanin (de)         | Abandon    |
| 1986  | Porsche Kremer Racing                        | Porsche 956             | Hubert Striebig           | Max Cohen-Olivar               | Abandon    |
| 1987  | Primagaz Compétition                         | Porsche 962C            | Jürgen Lässig             | Bernard de Dryver              | 2e         |
| 1988  | Primagaz Compétition                         | Porsche 962C            | Jürgen Lässig             | Dudley Wood                    | 11e        |
| 1989  | Obermaier Racing Primagaz Compétition        | Porsche 962C            | Jürgen Lässig             | Paul Belmondo                  | Abandon    |
| 1990  | Obermaier Racing                             | Porsche 962C            | Jürgen Lässig             | Otto Altenbach                 | 9e         |
| 1991  | Team Salamin Primagaz Obermaier Racing       | Porsche 962C            | Jürgen Lässig             | Otto Altenbach                 | Abandon    |
| 1992  | Obermaier Racing                             | Porsche 962C            | Otto Altenbach            | Jürgen Lässig                  | 10e        |
| 1993  | Courage Compétition                          | Courage C30LM           | Jean-Louis Ricci          | Jean-François Yvon             | 11e        |
| 1994  | Larbre Compétition                           | Porsche 911 Carrera RSR | Jack Leconte              | Jean-Luc Chéreau               | Abandon    |
| 1995  | Jean-Claude Miloe Société Larbre Compétition | Porsche 911 GT2 Evo     | Jean-Luc Chéreau          | Jack Leconte                   | Abandon    |
| 1996  | Chereau Sports Larbre Compétition            | Porsche 911 GT2 Evo     | Jean-Luc Chéreau          | Jack Leconte                   | 22e        |
| 1997  | Viper Team Oreca                             | Chrysler Viper GTS-R    | Justin Bell               | John Morton                    | 14e        |
| 1998  | Larbre Compétition                           | Porsche 911 GT2         | Patrice Goueslard         | Jean-Luc Chéreau               | 23e        |
| 1999  | Chereau Sports Larbre Compétition            | Porsche 911 GT2         | Patrice Goueslard         | Jean-Luc Chéreau               | Non classé |

## Autres
Résultats au Rallye Dakar
- 1984 : 12e sur Mercedes 280 GE en tant que copilote de Pascal Thomasse (voiture n°367)[1]
- 1985 : Participation au rallye Dakar en tant que pilote sur Mercedes 280 GE (voiture n°429)[2]
- 1986 : Participation au rallye Dakar avec comme copilote l'ancien vainqueur du Tour de France cycliste Jacques Anquetil sur Mercedes 280 GE[3],[4]
- 1988 : Participation au rallye Dakar en tant que pilote sur Nissan Terrano[5]